# Тетяна Кальдерон
Тетяна Кальдерон Ногера (ісп. Tatiana Calderón Noguera; 10 березня 1993, Богота) — колумбійська автогонщиця, тестовий пілот команди Формули-1 «Альфа Ромео», змагається за команду Drago Corse with ThreeBond у чемпіонаті Super Formula та за Richard Mille Racing в європейській серії «Ле Ман».
Перша жінка, яка виграла національні чемпіонати з картингу в Колумбії та США. У Star Mazda Championship просунулася до автомобільних перегонів у віці 17 років, здобувши два подіуми в сезоні 2011 року, перемогу в 2014 Florida Winter Series та стала другою в чемпіонаті MRF Challenge Formula 2000 Championship у 2015-16 роках. Кальдерон стала першою жінкою, яка виїхала на подіум в британській міжнародній серії «Формула-3» і першою, яка очолила перегони в Чемпіонаті Європи з Формули-3. З 2016 по 2018 рік вона змагалася в серії GP3, а у 2019 — в Чемпіонаті Формули-2.
З 2017 року — тест-пілот команди Формули-1 «Альфа Ромео».

## Біографія
Кальдерон розпочала свою гоночну кар'єру в 2008 році, змагаючись у серії картингу Scholarship Skip Barber National Karting. Через рік у Radical European Master Series зуміла виграти гонку і десять разів виїхати на подіум. У підсумку, вона здобула 240 очок і отримала друге місце у чемпіонаті.
У 2010 році змагаючись у Star Mazda Championship набрала 320 очок у 13 гонках, що дозволили стати 10-ю у загальній класифікації. Через рік вона двічі здобула подіум. Це дозволило зайняти 6 місце в підсумковій класифікації чемпіонату.

### Формула 3
У 2011—2012 роках Кальдерон почала змагатися в Euroformula Open Championship. У головній серії вона жодного разу не стояла на подіумі. У ці роки вона посіла 21 та 9 місце відповідно в особистому заліку. У 2012 році також з'явилася і на старті Альпійської формули Renault, однак не була класифікована.
На сезон 2013 року підписала контракт з британською командою Double R Racing на участь в європейській та британській Формули 3. Здобула очки лише в британській серії на посіла 7 місце в особистому заліку.
У 2014 році Кальдерон змінила команду на Jo Zeller Racing. Всього вона взяла участь у 33 гонках, під час яких набрала 29 очок. Цього вистачило на п'ятнадцяте місце в підсумковій класифікації гонщиків.
У сезоні 2015 року вона перейшла до британської команди Carlin. Не здобула жодних очок.

### MRF Challenge Formula 2000
У 2015 році долучилась до MRF Challenge Formula 2000. У підсумку здобула 7 подіумів та 2 місце в особистому заліку. На трасі в Дубаї вона здобула першу перемогу в кар'єрі.

### GP3
У 2016—2018 роках виступала у серії GP3. Спочатку змагалась за команду Arden International, де здобула лише 2 очки за весь чемпіонат і зайняла 21 позицію у заліку. У 2017 та 2018 роках виступала за команди DAMS та Jenzer Motorsport відповідно. У підсумку здобула 18 та 16 позицію у чемпіонаті.

## Результати виступів
| Сезон    | Серія                                    | Команда                            | Старти | Перемоги | Поули | Шв. кола | Подіуми | Очки | Місце |
| -------- | ---------------------------------------- | ---------------------------------- | ------ | -------- | ----- | -------- | ------- | ---- | ----- |
| 2010     | Star Mazda Championship                  | Juncos Racing                      | 13     | 0        | 0     | 0        | 0       | 320  | 10    |
| 2011     | Star Mazda Championship                  | Juncos Racing                      | 11     | 0        | 0     | 0        | 2       | 322  | 6     |
| 2011     | European F3 Open                         | Team West-Tec                      | 6      | 0        | 0     | 0        | 0       | 2    | 21    |
| 2012     | European F3 Open                         | EmiliodeVillota Motorsport         | 16     | 0        | 0     | 0        | 0       | 56   | 9     |
| 2012     | Formula Renault 2.0 Alps                 | AV Formula                         | 4      | 0        | 0     | 0        | 0       | 0    | 33    |
| 2013     | FIA Formula 3 European Championship      | Double R Racing                    | 30     | 0        | 0     | 0        | 0       | 0    | 32    |
| 2013     | British Formula 3 Championship           | Double R Racing                    | 12     | 0        | 0     | 0        | 1       | 79   | 7     |
| 2014     | FIA Formula 3 European Championship      | Jo Zeller Racing                   | 33     | 0        | 0     | 0        | 0       | 29   | 15    |
| 2014     | Florida Winter Series                    | Н/Д                                | 12     | 1        | 0     | 1        | 1       | Н/Д  | Н/Д   |
| 2015     | FIA Formula 3 European Championship      | Carlin                             | 33     | 0        | 0     | 0        | 0       | 0    | 27    |
| 2015–16  | MRF Challenge Formula 2000               | MRF Racing                         | 14     | 1        | 0     | 1        | 7       | 199  | 2     |
| 2016     | GP3 Series                               | Arden International                | 18     | 0        | 0     | 0        | 0       | 2    | 21    |
| 2016     | Euroformula Open Championship            | Teo Martín Motorsport              | 10     | 0        | 0     | 0        | 1       | 66   | 9     |
| 2016     | Spanish Formula 3 Championship           | Teo Martín Motorsport              | 6      | 0        | 0     | 0        | 0       | 32   | 6     |
| 2017     | GP3 Series                               | DAMS                               | 15     | 0        | 0     | 0        | 0       | 7    | 18    |
| 2017     | World Series Formula V8 3.5              | RP Motorsport                      | 2      | 0        | 0     | 0        | 1       | 25   | 14    |
| 2018     | GP3 Series                               | Jenzer Motorsport                  | 18     | 0        | 0     | 0        | 0       | 11   | 16    |
| 2019     | FIA Formula 2 Championship               | BWT Arden                          | 22     | 0        | 0     | 0        | 0       | 0    | 22    |
| 2019     | Porsche Supercup                         | Project 1/FACH                     | 2      | 0        | 0     | 0        | 0       | 0    | NC    |
| 2019–20  | F3 Asian Championship                    | Seven GP                           | 9      | 0        | 0     | 0        | 0       | 31   | 11    |
| 2020     | WeatherTech SportsCar Championship — GTD | GEAR Racing powered by GRT Grasser | 1      | 0        | 0     | 0        | 0       | 15   | 16    |
| Джерело: |                                          |                                    |        |          |       |          |         |      |       |